# Słoneczne Górne
Słoneczne Górne – grupa skał u południowo-zachodniego podnóża Góry Zamkowej, na której znajdują się ruiny Zamku w Olsztynie w miejscowości Olsztyn w województwie śląskim. Należą do Skał Olsztyńskich na Jurze Krakowsko- Częstochowskiej. Grzegorz Rettinger w przewodniku wspinaczkowym wyróżnia skały Słoneczne Dolne i Słoneczne Górne, w internetowej bazie wspinaczkowej skały te opisywane są łącznie jako Skałki Słoneczne, tak też opisane są na mapie Geoportalu.
Słoneczne Górne znajdują się po lewej stronie Słonecznych Dolnych i wyżej od nich. Grzegorz Rettinger pisze: Parkujemy w pobliżu trzech małych rond, pod Słonecznymi Dolnymi. Górnych stąd nie widać, musimy wspiąć się stromymi trawnikami na wyższe piętro.
Zbudowane z twardych wapieni skalistych Słoneczne Górne mają pionowe lub połogie ściany i znajdują się na terenie otwartym. Wspinacze zaliczają je do grupy Skał przy Zamku. Jest na nich 8 dróg wspinaczkowych o trudności od III do VI.1 w skali Kurtyki. 6 z nich ma zamontowane stałe punkty asekuracyjne: ringi (r) i stanowiska zjazdowe) (st). 
1. Bardzo lewa Słoneczna; VI, 3r + st
2. Lewa Słoneczna; VI+, 3r + st
3. Słoneczna; VI.1, 4r + st
4. Z komina na filar; IV 4r + st
5. Słoneczny komin; III
6. Prawa Słoneczna; V, 3r + st
7. Droga Kościeleckiego; IV, 5r + st
8. Bardzo prawa Słoneczna; V+, 8r + st[1].